# Enzim conversiu de l'angiotensina 2
L'enzim conversiu de l'angiotensina 2 (ECA2 o ACE2, de l'anglès angiotensin converting enzyme 2) és una exopeptidasa que catalitza la conversió de l'angiotensina I a l'angiotensina nonapèptida [1-9] o la conversió de l'angiotensina II a l'angiotensina 1-7. L'ECA2 té efectes directes sobre la funció cardíaca i s'expressa principalment en cèl·lules endotelials dels vasos del cor i els ronyons. L'ECA2 no és sensible als fàrmacs inhibidors de l'ECA usats per tractar la hipertensió.
S'ha demostrat que els receptors ECA2 són el punt d'entrada a les cèl·lules humanes d'alguns coronavirus, inclòs el virus SARS. Alguns estudis han identificat que el punt d'entrada és el mateix per a SARS-CoV-2, el virus causant de la COVID-19.